# Copenhagen Towers 2013
Questa voce raccoglie le informazioni riguardanti i Copenhagen Towers nelle competizioni ufficiali della stagione 2013.

## Nationalligaen 2013

### Stagione regolare
| Aalborg 20 aprile 2013, ore 14:00 2ª giornata | AaB 89ers | 0 – 28 referto | Copenhagen Towers | Aab´s anlæg |

| Viby J 4 maggio 2013, ore 14:00 4ª giornata | Aarhus Tigers | 7 – 27 referto | Copenhagen Towers | Bøgeskov Idrætsanlæg |

| Gentofte 12 maggio 2013, ore 14:00 5ª giornata | Copenhagen Towers | 41 – 16 referto | Søllerød Gold Diggers | Gentofte Sportspark |

| Esbjerg 19 maggio 2013, ore 14:00 6ª giornata | Esbjerg Hurricanes | 6 – 49 referto | Copenhagen Towers | Skibhøj Idrætsanlæg |

| Horsens 1º giugno 2013, ore 14:00 8ª giornata | Horsens Stallions | 6 – 47 referto | Copenhagen Towers | Dagnæs Stadion |

| Gentofte 22 giugno 2013, ore 14:00 11ª giornata | Copenhagen Towers | 45 – 7 referto | AaB 89ers | Gentofte Sportspark |

| Gentofte 29 giugno 2013, ore 14:00 12ª giornata | Copenhagen Towers | 76 – 2 referto | Esbjerg Hurricanes | Gentofte Sportspark |

| Gentofte 17 agosto 2013, ore 19:00 14ª giornata | Copenhagen Towers | 40 – 29 referto | Triangle Razorbacks | Gentofte Sportspark |

| Nærum 25 agosto 2013, ore 14:00 15ª giornata | Søllerød Gold Diggers | 10 – 28 referto | Copenhagen Towers | Rundforbi Stadion |

| Gentofte 14 settembre 2013, ore 12:00 16ª giornata | Copenhagen Towers | 84 – 0 referto | Horsens Stallions | Gentofte Sportspark |

### Playoff
| Gentofte 29 settembre 2013, ore 14:00 Semifinale | Copenhagen Towers | 38 – 13 referto | Aarhus Tigers | Gentofte Sportspark |

| Randers 12 ottobre 2013, ore 19:30 Mermaid Bowl | Copenhagen Towers | 28 – 21 referto | Triangle Razorbacks | AutoC Park Randers |

## EFAF Cup 2013

### Stagione regolare
| Londra 7 aprile 2013, ore 15:00 3ª giornata | London Blitz | 7 – 6 (0-0 7-6 0-0 0-0) | Copenhagen Towers | White Hart Lane |

| Gentofte 22 aprile 2013, ore 15:00 4ª giornata | Copenhagen Towers | 20 – 18 (0-0 14-3 0-15 6-0) | London Blitz | Gentofte Sportspark |

### Playoff
| Thonon-les-Bains 15 giugno 2013, ore 18:00 Semifinale | Black Panthers de Thonon | 19 – 7 (0-0 0-0 6-7 13-0) | Copenhagen Towers | Stade Joseph-Moynat |

## Statistiche di squadra
| Competizione         | %Vittorie | In casa | In casa | In casa | In casa | In casa | In casa | In trasferta | In trasferta | In trasferta | In trasferta | In trasferta | In trasferta | Totale | Totale | Totale | Totale | Totale | Totale |
| Competizione         | %Vittorie | G       | V       | N       | P       | Pf      | Ps      | G            | V            | N            | P            | Pf           | Ps           | G      | V      | N      | P      | Pf     | Ps     |
| -------------------- | --------- | ------- | ------- | ------- | ------- | ------- | ------- | ------------ | ------------ | ------------ | ------------ | ------------ | ------------ | ------ | ------ | ------ | ------ | ------ | ------ |
| NL Stagione regolare | 1.000     | 5       | 5       | 0       | 0       | 286     | 54      | 5            | 5            | 0            | 0            | 179          | 29           | 10     | 10     | 0      | 0      | 465    | 83     |
| NL Playoff           | 1.000     | 2       | 2       | 0       | 0       | 66      | 34      | 0            | 0            | 0            | 0            | 0            | 0            | 2      | 2      | 0      | 0      | 66     | 34     |
| EC Stagione regolare | .500      | 1       | 1       | 0       | 0       | 20      | 18      | 1            | 0            | 0            | 1            | 6            | 7            | 2      | 1      | 0      | 1      | 26     | 25     |
| EC Playoff           | .000      | 0       | 0       | 0       | 0       | 0       | 0       | 1            | 0            | 0            | 1            | 7            | 19           | 1      | 0      | 0      | 1      | 7      | 19     |
| Totale               | .867      | 8       | 8       | 0       | 0       | 372     | 106     | 7            | 5            | 0            | 2            | 192          | 55           | 15     | 13     | 0      | 2      | 564    | 161    |